# Iosif Solomonovič Šapiro
Iosif Solomonovič Šapiro (Minsk, 15 dicembre 1907 – 23 maggio 1989) è stato un regista sovietico.

## Filmografia parziale

### Regista
- Tri tolstjaka (1966)
- Poslednie dni Pompei (1972)